# Adolf Hofer (Politiker)
Adolf Hofer (* 17. August 1868 in Pleinlauken, Landkreis Tilsit-Ragnit, Ostpreußen; † 3. September 1935 in Berlin) war ein deutscher Gutsbesitzer (Junker) und preußischer sozialdemokratischer Politiker.

## Leben
Der Vater von Hofer war Rittergutsbesitzer in Groß Skaisgirren (heute: Bolschakowo, Oblast Kaliningrad). Hofer besuchte das Gymnasium und ging mit dem Abitur ab. Im Jahr 1889 trat er in die SPD ein. Ab 1893 war Hofer Besitzer des elterlichen Gutes. Er bewirtschaftete es bis zum Verkauf im Jahr 1913 selbst. In den folgenden Jahren lebte Hofer als Privatier auf dem Gut seiner Frau in Pleinlauken.
Ab 1898 hat er verschiedentlich vergeblich für den Reichstag kandidiert. Im Jahr 1913 wurde er Mitglied des preußischen Landtages. Aus der sozialdemokratischen Fraktion wurde er 1917 wegen seiner Nähe zur USPD ausgeschlossen. In dieser Partei war er Mitglied im zentralen Parteivorstand. Neben Otto Braun für die SPD war Hofer für die USPD bis zum 4. Januar 1919 Leiter des Landwirtschaftsministeriums im preußischen Rat der Volksbeauftragten.
Mit Teilen der USPD kehrte Hofer 1922 zur SPD zurück. Von 1923 war er Landrat im Kreis Fischhausen (heute: Primorsk, Kaliningrad) in Ostpreußen und ab 1925 Mitglied des Provinziallandtag der Provinz Ostpreußen. Am 29. März 1931 legte er sein Mandat im Provinziallandtag nieder. Nachfolger wurde Fritz Polenz. Im Jahr 1931 ging er in den Ruhestand.

## Werke
- Sozialismus und Landwirtschaft. Berlin 1921